# Ивеко-АМТ
«Ивеко-АМТ» (до 2009 года «Уралаз-Ивеко») — совместное российско-итальянское машиностроительное предприятие, осуществляющее производство большегрузных автомобилей. Расположено в Миассе, Челябинская область.
Аббревиатура «АМТ» расшифровывается как «Automobile/Miass/Torino».

## История
Сотрудничество советского завода УралАЗ и компании Iveco началось ещё в 1980-х годах. 18 апреля 1992 года было подписано лицензионное соглашение, предоставляющее право производить на ОАО «УралАЗ» сборку тяжёлых самосвалов «Iveco» и изготавливать их детали и узлы. 19 января 1993 года первая продукция компании — самосвалы «Урал-Ивеко 330.30» были переданы заказчикам, нефтяникам Сибири.
Весной 1994 года ОАО «УралАЗ», РАО «Газпром», «Iveco S.p.A.» приняли решение о создании совместного предприятия, и 5 декабря того же года было зарегистрировано СП ООО «УралАЗ-Ивеко».
Первоначально здесь была освоена сборка капотных грузовиков «Магирус». Параллельно велись работы по разработке конструкции нового автомобиля «Урал-Траккер». В июне 1996 года была выпущена первая опытно-промышленная партия бескапотных кабин, и 21 марта 1997 года с конвейера сошла новая модель «Урал-Ивеко-6329».
В декабре 2001 года впервые была осуществлена поставка продукции предприятия на экспорт. Это было 60 седельных тягачей «Урал-Ивеко-63291», отправленных в Ирак.
В сентябре 2004 года начато производство прицепной техники, а в самом начале 2005 года освоен выпуск грузовиков «Урал-Ивеко-6339» с двигателем «Cursor13».
В 2008 году вышел в свет первый номер корпоративного журнала «Ивеко-АМТ».
16 апреля 2009 года в связи со сменой собственников ООО «Ивеко-Уралаз» переименовано в ООО «Ивеко-АМТ» («IVECO-AMT», Ltd).
В апреле 2011 года начало производства магистральных тягачей «Iveco-AMT STRALIS» с колёсной формулой 4х2.
13 сентября 2011 года ООО «ИВЕКО-АМТ» удостоено приза «Лучший коммерческий автомобиль года в России» в номинации «Специальный приз» за успехи в освоении российского рынка.
Весной 2013 года после проведение аудита был получен сертификат официального сборочного завода «Iveco» от Министерства промышленности и транспорта Италии.

## Производственная инфраструктура
- автосборочный цех № 1 (9500 кв.м.);
- автосборочный цех № 2 (12096 кв.м.), принят в эксплуатацию в 2011 году;
- цех окраски и сборки кабин с линией катафорезного грунтования (сдан в 2014 году);
- участок производства и установки надстроек.

Общая площадь предприятия составляет 119872 м². Производственная мощность предприятия рассчитана на выпуск 5,000 грузовиков в год при односменном режиме работы.

## Локализация
На территории России происходит производство рам, кабин, надстроек (самосвальные кузова и сортиментовозные площадки) и CKD-сборка автомобилей из зарубежных комплектующих: двигатель Iveco (Cursor или Tector), мосты Iveco, Kessler или Raba, коробка передач ZF или Allison (автомат).
Цвет кабины заказчик может выбрать любой, по умолчанию кабина окрашивается в фирменный красный цвет.

## Модельный ряд
В производственную программу «Ивеко-АМТ» входят автомобили грузоподъемностью до 37 т, с колёсами односкатной или двускатной ошиновки, (в том числе с подкатной осью), с вариантами колёсной базы от 2800 до 6000 мм. Автомобили сертифицированы под перевозку опасных грузов, адаптированы к российским условиям эксплуатации, выпускаются в «северном исполнении» для работы при температурах окружающего воздуха до —55 °C. Кабина устанавливается стандартная короткая или удлиненная «спальная» с обычной или высокой крышей. Производятся также сдвоенные кабины, в которых предусмотрено до 8 пассажирских мест. Все автомобили оснащаются турбодизелями мощностью 380 или 420 л. с. Коробки передач — механические 16-ступенчатые. Ведущие мосты — с одинарной или двойной главной передачей, используются механизмы блокировки межколёсных и межосевых дифференциалов.
Срок службы двигателей, устанавливаемых на собираемые автомобили, составляет 1 млн км (при этом должно использоваться только синтетическое моторное масло). Периодичность проведения ТО — 40,000 км или 800 мото/часов. Гарантийный период на произведённые грузовики составляет:
- на весь автомобиль — 12 месяцев или 200 тыс. км пробега (в зависимости от того, что наступит раньше;
- на силовую линию — 24 месяца или 200 тыс. км пробега.

Предприятием производится широкая гамма различных модификаций, в том числе по спецзаказам.

### Iveco-AMT Trakker
Полная масса линейки грузовиков т 26 до 43 т. с колёсной формулой 4х4, 6х4, 6х6, 8х4, 8х6, 8х8, 10х10.
- 6539 — самосвал
- 633910 — седельный тягач (в том числе с краном-манипулятором)
- 633920 — сортиментовоз (лесовоз длиной до 8 м)
- 633900 — трубовоз (с длиной перевозимых труб до 36 м и диаметром до 1420 мм)
- 633941 — контейнеровоз (20-футовый контейнер)
- 633930 — лесовоз-хлыстовоз (перевозка леса в хлыстах длиной до 27 м)
- 693920 — экскаватор-планировщик
- 633943 — бортовой с гидроманипулятором
- 733910 — седельный тягач со спальной кабиной с допустимой полной массой до 130 т

Также на базе Iveco-AMT Trakker выпускается несколько вариантов пожарных машин, в том числе уникальный двухкабинный пожарный автомобиль с реверсивным движением «ПСА-Тоннель».

### Iveco-AMT Eurocargo
Полная масса от 11,9 до 23 т с колёсной формулой 4x2,4x4,6x4,6x6.
- 433950 — бортовой
- 423900 — вахтовый
- 473920 — передвижная мастерская
- 493924 — топливозаправщик
- 453911 — 9-кубовый самосвал
- MLL140Е25 — промтоварный фургон
- ML160E20 — акуумная подметально-уборочная машина

С 2014 года в линейке Eurocargo появились двигатели, работающие на сжатом газе — метане.

### Iveco-AMT Stralis
Магистральные тягачи полной массой от 19 до 26 т. с колёсной формулой 4x2,6x2,6x4. С 2014 года производство данной линейки приостановлено.

## Выпуск
| Производство, шт | Производство, шт | Производство, шт | Производство, шт | Производство, шт | Производство, шт | Производство, шт | Производство, шт | Производство, шт | Производство, шт | Производство, шт | Производство, шт | Производство, шт | Производство, шт |
| 1996—1998        | 1998—2001        | 2002             | 2003             | 2004             | 2005             | 2006             | 2007             | 2008             | 2009             | 2010             | 2011             | 2012             | 2013             |
| ---------------- | ---------------- | ---------------- | ---------------- | ---------------- | ---------------- | ---------------- | ---------------- | ---------------- | ---------------- | ---------------- | ---------------- | ---------------- | ---------------- |
| ▲60              | ▲120             | ▲69              | ▲82              | ▲87              | ▲121             | ▲204             | ▲372             | ▲495             | ▼275             | ▲406             | ▲956             | ▲1021            | ▲1242            |